# Paso Moat
Se denomina paso Moat, brazo Moat, bahía Moat, canal Moat o fondeadero Moat, a un difuso y discutido tramo del canal Beagle que separa las islas chilenas Picton (al sur) y Nueva (al sudeste) del sector argentino de la isla Grande de Tierra del Fuego con límites máximos asignados en la isla Grande, según los distintos autores, en la punta Navarro por el noroeste y en cabo San Pío (y hasta punta Jesse) por el nordeste, y en la banda austral en punta Waller de isla Nueva por el este y los islotes Eugenia por el oeste. 
No hay concordancia entre ambos países poseedores de sus aguas sobre sus exactos límites, ni en su asignación oceánica, ni aun el tipo de accidente marítimo del que se trata, lo que ha generado un debate casi centenario, pues estas definiciones detentaban factores claves en lo que respecta a las asignaciones de soberanía en el denominado conflicto del Beagle. Luego de la firma del Tratado de 1984, la designación cartográfica del mismo fue pasando al olvido, si bien en el siglo XXI aún se sigue empleando.

## Geografía
Etimología toponímica
Etimológicamente, el topónimo “Moat” es un vocablo del idioma inglés empleado para designar al 'foso' que rodeaba a los castillos en la era medieval.

### Características generales
Las aguas del paso Moat se sitúan en la porción oriental del paso interoceánico denominado canal de Beagle, en el sector sudeste del archipiélago de Tierra del Fuego, extremo austral de América del Sur. El sector medio de este paso o bahía se encuentra localizado en las coordenadas: 55°03′10″S 66°42′15″O / -55.05278, -66.70417. 
Hacia el sur se presentan la bahía Oglander (que la separa de la isla Lennox) y a ambos lados de esta las islas Picton y Nueva.
En la ribera de Picton se encuentra la caleta Banner, un puerto natural situado frente a la pequeña isla Gardiner, también chilena, la que cuenta con un faro. Siguiendo la ribera de esta isla hacia el este se encuentra la rada Picton y al norte de esta otra isla de Chile, la pequeña isla Reparo, entre punta Nordeste y el cabo María. En la isla Nueva destaca por el la punta Waller. 
Hacia el norte se encuentra la isla Grande de Tierra del Fuego. A medio camino entre la isla Grande y Picton se encuentran las argentinas islas Becasses, próximas a la punta Ganado, el extremo noroeste de Picton. En las aguas occidentales al Moat se encuentran varios pequeños islotes e islas, todos con soberanía de Chile, mayormente antiguos nunataks rocosos: isla Jorge, islas Hermanos, y más allá, el islote Solitario y el islote Snipe. Hacia el sudoeste se encuentra la costa noreste de la isla Navarino, y sobre esta, algo más al sur, el Puerto Toro —el poblado más austral del mundo—, que está separado de la isla Picton por el profundo paso Picton. 
Por su ribera norte estas aguas se encuentran enmarcadas por cordones montañosos de la porción fueguina de la cordillera de los Andes: la sierra Lucio López, donde destaca el cerro Campanario, con una altitud de 900 m s. n. m..
En esta ribera sobresalen, de oeste a este, las puntas Navarro, Pampa de los Indios, Moat, Final, Rancho y el cabo San Pío.
La bahía posee un largo (latitudinalmente) de 47 km y un ancho (longitudinalmente) de 13 km entre el cabo San Pío y la punta Waller, siendo solo de 7000 m entre punta Ganado y Pampa de los Indios. 
A diferencia del resto del canal Beagle, aquí se produce un fuerte cambio en la orientación general oeste-este que presenta este relieve marino, ya que el sector occidental del paso Moat es oesnoroeste-estesudeste, aumentando la inclinación angular en su sector medio, donde pasa a ser netamente noroeste-sudeste, retomando la tradicional oeste-este recién en el tramo entre las islas Grande y Nueva.

### Riqueza biológica
Las aguas del paso Moat se incluyen en la ecorregión marina canales y fiordos del sur de Chile.

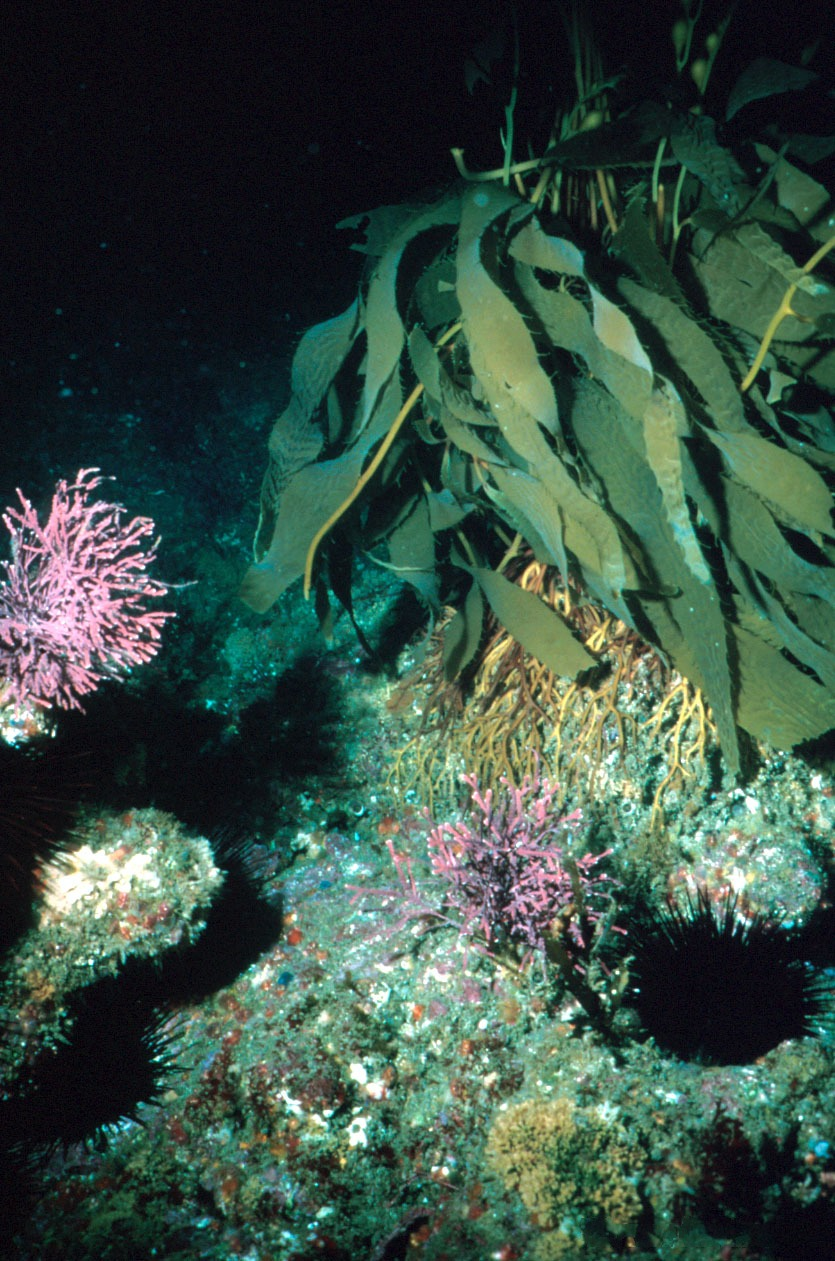
cachiyuyos gigantes.

## Historia y discrepancias
No hay concordancia entre ambos países poseedores de sus aguas sobre la asignación oceánica de las mismas, tampoco en los límites geográficos del accidente, ni aun en el tipo de relieve marítimo el cual comprende en este sector el término “Moat”. Para la Argentina, quien lo denominaba «canal Moat», se sitúa entre punta Navarro y el océano abierto por el oriente, en el mismo sitio donde Robert Fitz Roy cartografió una bahía con ese mismo nombre. Para Chile se limitaba solo al sector oriental del tramo delimitado por la Argentina, y lo define como «bahía», negando explícitamente la denominación de «canal», la cual reservaba solamente para el Beagle, en el extremo oriental del mismo.

### Asignación oceánica
La ubicación oceánica del paso Moat es objeto de discrepancia. Según la Argentina son aguas atlánticas en virtud de encontrarse al oriente del meridiano del cabo de Hornos; a la continuación por el oeste al occidente de dicho meridiano la posición oficial del gobierno argentino es no incluirla en el Pacífico sino que tratarla como un paso interoceánico no perteneciente a ningún océano.
Como contraparte, para Chile, al adscribir a la tesis denominada «Delimitación natural entre los océanos Pacífico y Atlántico Sur por el arco de las Antillas Australes» las incluye en el océano Pacífico Sudoriental. De igual manera la Organización Hidrográfica Internacional (OHI) así las consideraría si es que mantiene sobre el Beagle su regla de indivisibilidad de los estrechos de primer orden (el Beagle así lo es entre otras razones, por ser un paso bioceánico) es decir, otorgándole la condición pacífica a su totalidad si se lo mantiene como una sola unidad. Pero si se hace foco solo en la división Atlántico-Pacífico por el meridiano Hornos, esta dejaría las aguas del Moat en el Atlántico.

### Tipo de relieve costero y límites
Tampoco hay acuerdo sobre cual es el tipo de accidente marítimo del relieve costero que le corresponde. La falta de coincidencia de los especialistas se debió a la incidencia que durante el siglo XX la geopolítica militar de ambos países produjo sobre los geógrafos, cartógrafos, e incluso sobre los historiadores. La razón es que, según qué tipo de relieve litoral le correspondía, se especulaba que podía esto hacer inclinar la decisión de su pertenencia soberana durante un litigio arbitral. 

#### Bahía Moat versus canal Moat
El primer occidental en navegar estas aguas lo hizo la primera quincena de mayo de 1830; fue el asistente cartográfico de Robert Fitz Roy, el guardiamarina John Lort Stokes, sobre un bote ballenero, una embarcación auxiliar del navío HMS Beagle (luego él sería su capitán y se le otorgaría el cargo de almirante). Partiendo del oriente de la isla Lennox hacia el norte, sin haberse detallado si empleó la ruta que rodea a la isla Picton por sus riberas este y norte o si lo hizo por su ribera occidental (aunque por los sondajes de la carta 1373 del año 1841 sería por la primera). Lo que sí se sabe es que llegó a las márgenes de la isla Grande, y de allí tomó por el Beagle hacia el rumbo oeste hasta llegar a las proximidades de la isla Gable, y luego volvió a su punto de partida, posiblemente por paso Picton.
El topónimo «Moat bay» fue presentado en el primer Derrotero del Beagle, publicado en Londres en 1832, además de señalar que la boca oriental del canal Beagle “se encuentra al norte de la isla Lennox” (sería hacia el norte magnético).
La segunda carta inglesa en que aparece el canal Beagle graficado por completo fue dibujada en 1834 y publicada por Fitz Roy en 1839, como anexa al tomo II de la Narración. Esta es la primera carta inglesa en que aparece el topónimo «Moat bay».
En el año 1841 el Almirantazgo británico publica una serie de grandes y detalladas cartas. La número1373, nuevamente dibuja la «‘‘Moat bay’’» entre Picton e isla Grande.
Posteriormente, en los siguientes derroteros británicos continuará figurando como «bahía Moat» (además de igual situación del Beagle), pero en el Derrotero de 1860, el máster Tomas Hull detalla aún más la boca oriental del canal Beagle, marcando que la misma “se encuentra al noroeste de las islas Lennox y de Nueva, a ambos lados de la isla Picton”.
Sin embargo, en la del año 1865, y las siguientes (1871, 1886) se vuelve al texto presente en las anteriores a la de 1860.
Contienen también el topónimo “Baie de Moat” las cartas francesas levantadas por la oficialidad de la nave Romanche en 1882, bajo la dirección del capitán Martial, quien consideraba a la bahía Moat fuera del verdadero Beagle, el cual terminaba para él en la bahía Banner, al norte de la isla Picton. Por ejemplo, Martial afirma en la página 89: «El Canal Beagle se abre entre la isla Picton y la costa austral de la Tierra del Fuego». Es aún más claro en la página 90: «Aunque se podría considerar que el Canal de Beagle se extiende hasta las islas Lennox y Nueva, su verdadera entrada está comprendida entre la isla Picton y la costa sur de la Tierra del Fuego».
Otros geógrafos franceses incluían a las aguas de Moat dentro del Beagle, por ejemplo M. Vivien de Saint Martin y Louis Rousselet, quienes en la página 801 hacen mención a estas aguas en la referencia a la isla Picton: «La parte del Canal de Beagle, comprendida entre la isla Picton y la Tierra del Fuego, lleva el nombre especial de bahía Moat».
La 9.ª edición del Piloto de Sud-América del año 1895, preparada por el capitán J.J. P. Hitchfield,contiene una novedad que modifica respecto del canal Beagle y su desembocadura oriental. 

«El Canal Beagle corre entre cadenas de montañas nevadas, de tres a cuatro mil pies sobre el nivel del mar, en dirección general OSO, por 120 millas desde la isla Picton. … A las 45 millas al poniente de la isla Picton está la primera abertura hacia el sur (la angostura Murray) que conduce al Seno Ponsonby…»

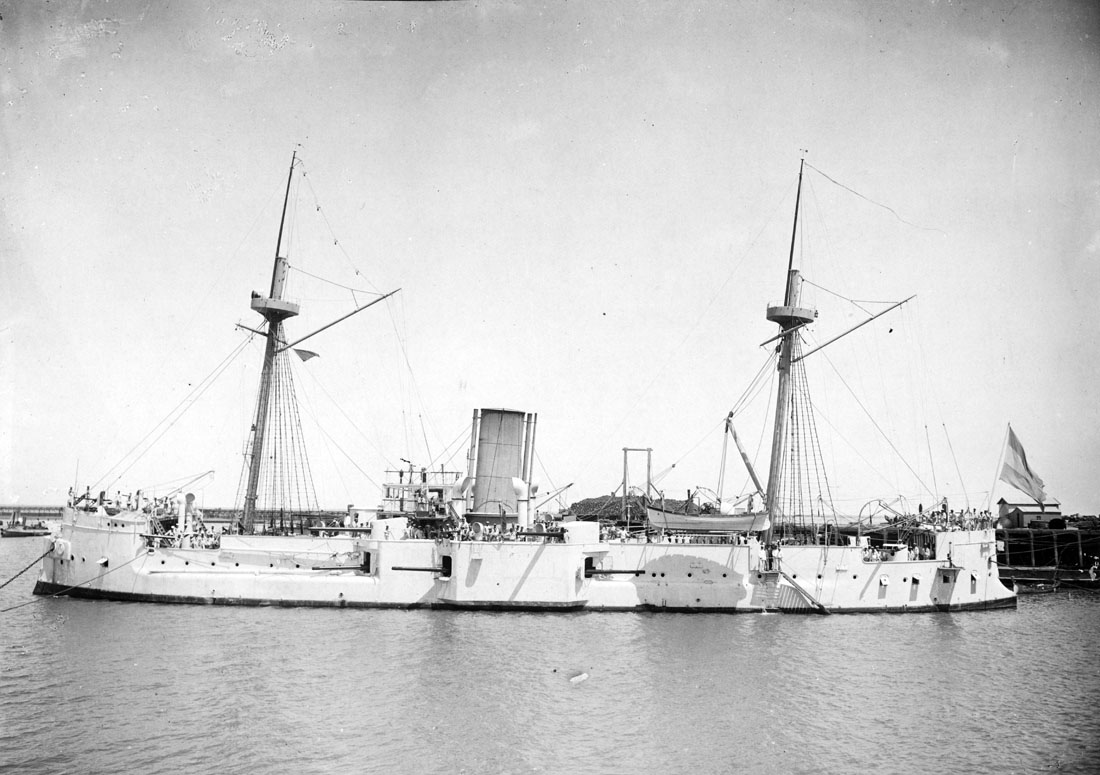
Sobre el crucero acorazado argentino “Almirante Brown” el entonces Capitán de Fragata Juan Pablo Sáenz Valiente realizó 5000 sondajes y otros trabajos hidrográficos en el canal Beagle.

En el verano de 1899-1900, desde el crucero acorazado argentino “Almirante Brown” bajo las órdenes del entonces Capitán de Fragata Juan Pablo Sáenz Valiente (quien llevaba como segundo al teniente de navío Félix Ponsatti), se realizaron 5000 sondajes y otros trabajos hidrográficos en el canal Beagle, gracias a los cuales la Sección de Hidrografía del Ministerio de Marina de la República Argentina construyó una nueva carta -en tres hojas- del Canal Beagle, la que fue publicada en octubre el año 1901. En esa carta, por primera vez aparece el nuevo topónimo de “Canal Moat”, empleado para sustituir el nombre de “Bahía Moat”. El mismo Sáenz Valiente señala que el Beagle por el oriente presenta una geografía similar a un delta fluvial (fruto del trabajo de los glaciares secundarios del enorme glaciar que se situaba en el Beagle); por esta razón, presenta varios brazos y, según él, el Beagle principal debería discurrir por el más profundo de estos, el cual sus mediciones marcaban que ese era el brazo Picton. De las tres grandes hojas que componen la carta argentina, la que corresponde a las aguas del Moat es la oriental. La misma Sección de Hidrografía publicó también un “Derrotero del Canal de Beagle”.
Al proponer la línea de las mayores profundidades para que se escoja el paso Picton en detrimento del paso Moat él estaba intentando que la definición sobre la soberanía de las islas Picton, y Nueva se sitúe en aspectos meramente geográficos y no en lo que los negociadores del tratado de 1881 entendían por “canal Beagle”. 
En junio de 1904, el Almirantazgo británico publicó dos cartas especiales del canal Beagle, la número 3425, y la referida a la boca oriental, la 3424. En ellas se reproducen las tres hojas de la carta fruto de la información reunida por Sáenz Valiente, en donde figura el nuevo topónimo: “canal Moat”. La oficina Hidrográfica de Estados Unidos, con sede en Washington, publicó las dos cartas del Almirantazgo con los números 2207 y 2208. De esta manera el topónimo “canal Moat” comenzó a ser difundido en todo el mundo.
La 10.ª edición del Piloto de Sudamérica del año 1905, preparada por el teniente E. W. Brooke-Webb, luego de repetir el concepto publicado en el derrotero anterior de que el Beagle nace en la isla Picton, recoge el cambio propuesto por la carta argentina. 

«El Canal Moat, el paso al norte de la isla Picton, tiene cerca de cuatro millas de ancho. Las islas Becasses están a medio canal en su término occidental; parches destacados [de sargazos] se encuentran al sur y al este de esas islas.»

En el año 1905 se publicó una síntesis de la correspondencia entre autoridades de las oficinas hidrográficas de la Argentina y Chile. Allí la entidad argentina ratifica que el cambio de término de relieve marino aparecido en la carta de su país: 

«Se ha denominado Canal en lugar de Bahía Moat el canal existente al norte de la isla Picton, pues es, propiamente dicho, mas un canal que una bahía»

En la misma publicación, el periodista chileno Arturo Fagalde escribiría en el mismo año 1905 dos artículos sobre el tema, los que serían respondidos por el por entonces teniente de fragata de la marina argentina Segundo R. Storni, empleado de la Sección de Hidrografía de su país, en dos artículos. Sobre el cambio de tipo de relieve de las aguas del Moat, bahía por canal, Storni señala:

«...como la palabra bahía carece de una significación absolutamente precisa y en este caso corresponde mucho mejor la designación de canal por la configuración del lugar, el cambio es lógico aunque reconocemos por nuestra parte que no fue indispensable.»

Sáenz Valiente aclara en una obra del año 1912:

«La isla Picton podría comprenderse en este último grupo, porque parece ser una prolongación y porque parece tener los mismos caracteres geológicos en su parte occidental, o sea la próxima a las Becasses.
La sonda también está de acuerdo con este juicio, pues el fondo uniforme corre equidistante entre Navarino, Picton y Snipe; determinando así el eje del Canal de Beagle con toda precisión. Por  esta razón he llamado "Canal de Moat" a lo que las cartas llaman "Bahía Moat", nombre que no tiene razón de ser sino bajo el error producido por las perspectivas que debieron ver Murray y Stokes, cuando abandonando la Beagle en Lennox, se dirigieron a Cabo San Pío el primero y al Canal Beagle el segundo que fue quien relevó a Picton, al E. de Navarino y a Snipe.»

En otro pasaje denomina a la bahía Moat como una ensenada: 

«Fuera de los límites señalados a mi comisión, pero dentro de lo facultativo, he entendido el levantamiento a todo el perímetro de la isla Picton, a la costa de la Ensenada de Moat hasta las inmediaciones de Cabo San Pío, habiendo resultado de esta extralimitación…»

En el año 1910, el Almirantazgo británico publicó una nueva edición de la grande y detallada carta 1373 del canal Beagle. En ella se opta por cambiar el topónimo bahía Moat por el de canal Moat, siguiendo a lo propuesto por Sáenz Valiente. La única diferencia es que el argentino a ese canal lo hace llegar desde el cabo Moat por el este hasta el extremo occidental de la isla Picton por el oeste, mientras que en la carta 1373 se lo hace detener por el poniente en las islas Becasses.
En el año 1916, se publicó la undécima edición del Piloto de Sudamérica, bajo la dirección del hidrógrafo capitán (luego contraalmirante) John F. Parry, jefe del departamento hidrográfico del Almirantazgo británico. Sobre la boca oriental del Beagle parece dejar fuera de él por lo menos la parte oriental de las aguas del Moat, al señalar:

«El Canal Beagle corre entre cadenas de montañas nevadas de 3000 a 4000 pies sobre el nivel del mar, en dirección general hacia el poniente por 120 millas desde la isla Picton.»

Al mismo Parry el Secretario de estado para las relaciones exteriores de su país, W. F. Nicholson, le pidió un informe detallado sobre la disputa de soberanía de las islas de la boca oriental del Beagle. En el memorándum preparado por Parry, despachado el 28 de diciembre de 1818, y luego de un análisis sobre el Beagle, hay referencias sobre el tema bahía-canal Moat, al estudiar cómo se colocó la leyenda en la carta elaborada en 1831:

«… se ha considerado necesario efectuar un estudio similar a la anterior, con respecto a la bahía Moat, ahora conocida como Canal Moat, y descubrir, si fuera posible, cómo King y Fitzroy habrían descrito y los límites y la forma de ese accidente … Un examen de la forma en que el nombre bahía Moat ha sido colocado con respecto a la línea de la costa vecina, así como a la línea central del canal, conduce a la conclusión que se pretendía designar como bahía Moat, la curva que se produce en el línea de costa entre el Cabo San Pío y las islas Becasses. Esta opinión se ve reforzada por un examen de la primera edición de la carta del Almirantazgo N º 1373, donde el nombre, aunque llevado más hacia el centro del canal, está de todos modos está escrito formando una curva que es casi paralela a la forma de la bahía.
Un método menos complicado, pero igualmente seguro de llegar a la misma conclusión, es proporcionada por la reflexión de que Fitzroy nunca podía tener la intención de dar el nombre de bahía Moat a un canal abierto, y que el único accidente geográfico de la zona que corresponde a la noción aceptada de una bahía, es el que se describe.

Que el accidente que ahora se muestra en las cartas como "canal Moat" debería ser denominado realmente "bahía Moat", y se encuentra entre la punta Moat, en el oriente, y una punta redondeada y sin nombre situada a 8 millas al oeste de la punta Moat.»

Si bien Parry creía que Fitz Roy nunca pudo llamar "bahía" a un canal abierto, algunos autores refieren a dos conceptos bajo el mismo término de bahía:
Concepto tradicional
En el concepto tradicional de geografía marítima, se denomina bahía al sector de aguas marinas u oceánicas rodeado por tierra excepto por una apertura, que suele ser más ancha que el resto de la penetración en tierra adentro. Es decir, es una concavidad en la línea costera. Chile se adscribió a esta definición, argumentando que lo que la carta 1373 así denominaba era solo la pequeña ensenada situada en la ribera sudeste de la isla Grande, es decir, una bahía de un canal (el Beagle).
Concepto fueguino
En un concepto aplicado en la definición de relieves marítimos del archipiélago fueguino, se denomina bahía también a un sector, en general grande, de aguas marinas u oceánicas más o menos abiertas, y rodeado parcialmente por tierra, pues cuenta con varias aperturas, es decir, que puede estar contorneado por dos o más islas. Ejemplos en la zona son la bahía Oglander, la bahía Nassau, etc.
Empleo del topónimo luego de la solución de la disputa limítrofe
Luego de la firma del Tratado de 1984, la designación cartográfica del mismo fue pasando al olvido, si bien durante el siglo XXI aún se sigue empleando bajo el término “canal”.

#### Fondeadero Moat
Se denomina fondeadero Moat al sector de mar que se encuentra en su lado norte, a 3,5 millas al noroeste de punta Moat, la cual presenta un faro. Los buques pueden obtener en esas aguas buen anclaje, a una profundidad de 9 a 18 metros. Aunque el fondo anclable es bueno, se está expuesto a los vientos dominantes, y una estancia allí no se recomienda durante la noche. Hay una ligera corriente de estenoreste en este fondeadero. 

### Disputa por su soberanía
Las aguas del paso Moat se vieron envueltas en la disputa limítrofe entre la Argentina y Chile, conocida como Conflicto del Beagle.
En 1971 ambos países acordaron en un Compromiso de Arbitraje someter la soberanía de las aguas e islas de dicho canal a la sentencia de un Tribunal Arbitral que debía dar a conocer su decisión a la reina Isabel II de Inglaterra. Para ambos países esta agua eran de su exclusiva propiedad. La Argentina argumentaba que no era el brazo principal del Beagle, y por ser atlánticas les habían sido asignadas en el tratado de 1881. Por el contrario, algunas interpretaciones en Chile del texto del tratado limítrofe de 1881 determinaban que el límite binacional terminaba en la costa austral de la isla Grande de Tierra del Fuego, y la totalidad de las aguas del canal, junto con todas sus islas, serían chilenas. Si este fuera el caso, la Argentina tendría una costa seca, es decir tendría costa, pero no acceso al mar. Entre quienes sostuvieron esa tesis destacan, quien la esbozaría en 1905, el periodista Arturo Fagalde, y el estudioso Jaime Eyzaguirre, quien desarrolló la Teoría de la línea de la costa seca durante la primera mitad del siglo XX:

«Luego la línea no se introduce en el canal, no lo comprende, queda fuera de él, sólo lo toca en su borde superior. El canal resulta así entero de Chile. Si el Tratado hubiera dicho que la línea llegaba hasta el medio o centro o hasta el eje del canal, se habría entendido que la mitad Norte del mismo correspondería a Argentina y la mitad Sur a Chile. Pero habría que torcer los términos claros del acuerdo para llegar a esta conclusión.»

Esta interpretación fue llevada por Chile en la consulta al Tribunal Arbitral que dictó luego el Laudo Arbitral de 1977, pero solo como petitorio alternativo, en el punto segundo al final de las audiencias orales del 14 de octubre de 1976. En su falló la corte arbitral señaló que toda atribución de un territorio debe ipso facto traer aparejado sus aguas anexas, por lo tanto consideró inaceptable la tesis chilena. Seguidamente demarcó la traza del límite binacional sobre el canal de Beagle, otorgándole a la Argentina las aguas, islas, e islotes ubicados al norte de dicha línea, entre ellas la mitad norte del paso Moat, y a Chile las de la mitad sur. Si bien posteriormente la Argentina declararía insanablemente nula a la decisión arbitral, en las negociaciones binacionales de los años posteriores al fallo el resultado del laudo en este sector fue respetado. El conflicto se solucionó finalmente con la firma del Tratado de 1984, en donde ambos gobiernos, bajo un proceso de mediación del papa Juan Pablo II, en el sector del canal Beagle reconocieron como frontera la trazada por el Laudo Arbitral (aunque sin nombrarlo explícitamente en el tratado), lo cual refrendó definitivamente la consideración de soberanía binacional para las aguas del paso Moat.

## Infraestructura y acceso
Su ribera norte es administrada por Prefectura argentina, mientras que la correspondiente a Chile las autoridades encargadas de su custodia son las Alcaldías de Mar presentes en Picton y Nueva. 
El acceso más sencillo es por la ribera norte, es decir por la isla Grande de Tierra del Fuego, y mediante el recorrido de una ruta en parte enripiada que desde la Ruta Nacional 3 se desvía hacia el sur en el paraje Rancho Hambre con el nombre de ruta provincial n.º 33 -ex Complementaria J-, y contornea luego hacia el este las costas del Beagle como una ruta costera bajo el nombre de ruta provincial n.º 30 –ex complementaria j-, arribando finalmente en el kilómetro 90, luego de la desembocadura del río Moat, hasta el destacamento argentino Prefectura “Cabo Segundo Jorge Eduardo López” (exMoat), unidad que se encuentra en la punta Moat, y que fue habilitada el 18 de octubre de 1978. Lleva el nombre de un cabo segundo que murió durante la guerra de las Malvinas. Es accesible mediante cualquier tipo de automóviles. Más hacia el oriente la ruta solo continúa como senda hasta la estancia Puerto Español. 
Aledaño a estas aguas se encuentra el Campo Auxiliar Canal Moat, un aeródromo auxiliar de la Aviación Naval de la armada argentina.